# Eremogone ikonnikovii
Eremogone ikonnikovii är en nejlikväxtart som beskrevs av Knjaz. Eremogone ikonnikovii ingår i släktet Eremogone och familjen nejlikväxter. Inga underarter finns listade i Catalogue of Life.